# Lockheed P-38
Die Lockheed P-38 Lightning (Aufklärungsvarianten wurden als Lockheed F-4 bzw. F-5 bezeichnet) war ein Kampfflugzeug der Lockheed Corporation aus dem Zweiten Weltkrieg. Die unkonventionelle Konstruktion mit Doppelleitwerksträger war einer der Standardjäger der USAAF im Pazifikkrieg.

## Entwicklung
Als Abfangjäger konzipiert, füllte sie die Funktion eines Langstreckenbegleitjägers und Jagdbombers aus. Lockheed wurde im Februar 1937 ebenso wie Boeing, Consolidated, Curtiss, Douglas und Vultee aufgefordert, an einer Ausschreibung des United States Army Air Corps (USAAC) teilzunehmen, die den Entwurf eines zweimotorigen Abfangjägers verlangte. Die Mindestanforderungen waren:
- 580 km/h in 6.000 m Höhe (360 mph in 20.000 ft)
- 466 km/h auf Meereshöhe (290 mph)
- im Minimum einer Stunde Vollgas in 6.000 m Höhe standhalten
- 670 m nach dem Start ein 15 m hohes Hindernis überwinden können (50 ft nach 2.200 ft)

Hall Hibbard und Clarence „Kelly“ Johnson legten, nachdem sie verschiedene Entwürfe analysiert hatten, der Kommission der USAAC das Modell „22-64-01“ vor, das eine Auslegung mit doppelten Leitwerksträgern und einer zentralen Rumpfgondel aufwies. Trotz der von der Jury als kritisch – weil völlig neuartig – eingestuften Konstruktion entschied sie sich am 23. Juni 1937 für das von Lockheed entworfene Modell.
- Für den Antrieb sorgten zwei links und rechts der Pilotenkanzel installierte flüssigkeitsgekühlte, mit Turboladern versehene Zwölfzylinder-V-Motoren vom Typ Allison V-1710 mit je 1150 hp (858 kW) Startleistung. Um die Kreiselkräfte der beiden Luftschrauben auszugleichen, drehten diese gegenläufig.
- Die zentrale Rumpfgondel mit dem Cockpit war in deren Nase mit einer Hispano-Suiza-M2-Maschinenkanone des Kalibers 20 mm × 110 und vier Browning-M2-Maschinengewehren des Kalibers .50 BMG (12,7 mm) ausgerüstet.

### Versionen

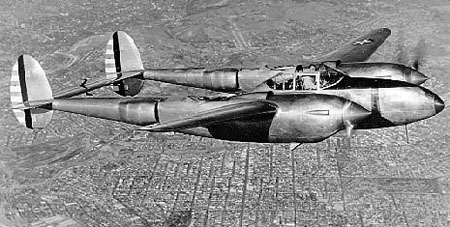
Lockheed XP-38A

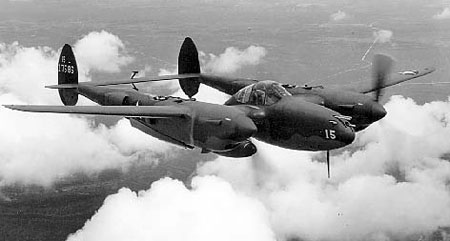
P-38F

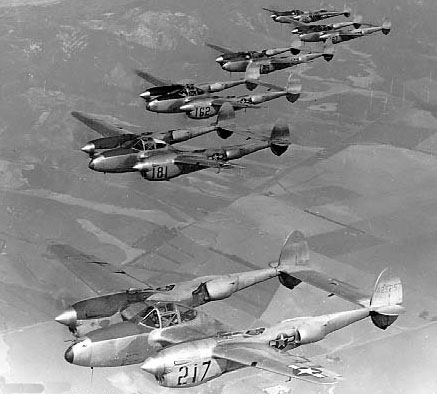
P-38L

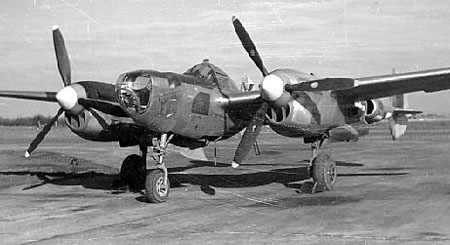
Leitflugzeug P-38L „Droopsnoot“

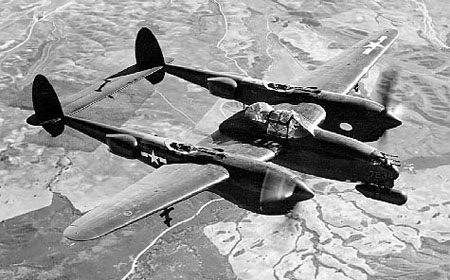
Nachtjäger P-38M

XP-38Prototyp mit nach innen drehenden, 858 kW leistenden Allison-V-1710C-Motoren, eine Maschine wurde gebaut.
- Zwei flüssigkeitsgekühlte V12-Motoren Allison V-1710-11 und -15, nach innen drehend, die mit Turboladern vom Typ General Electric B1 etwa 858 kW (1.150 hp) entwickelten. Die Allison-Motoren waren 1938 noch wenig erprobt (ca. 150 Stunden für die 745-kW-Version).
- Die Höchstgeschwindigkeit betrug 664 km/h in 6000 Meter (413 mph in 20.000 ft).
- Steigzeit auf 6.000 Meter: 6,5 Minuten.
- Die maximale Flughöhe betrug 11.582 Meter (38.000 ft).
- Leermasse betrug 5.225 kg (11.507 lbs).
- Maximale Startmasse: 6.992 kg (15.416 lbs).
- Maximale Landemasse: 6.341 kg (13.964 lbs).
- Die Rumpfgondel trug die Pilotenkanzel; die Maschine war unbewaffnet.

YP-38Vorserienflugzeuge mit nach außen drehenden V-1710-27/29 mit B-2-Turboladern, je 858 kW (1.150 hp). Bewaffnung mit je zwei 7,62-mm- und 12,7-mm-MG und einer 37-mm-Kanone, 13 wurden gebaut. Die YP-38 war genau genommen die Produktionsversion des Prototyps XP-38. Sie war etwas leichter als die XP, da ihre Struktur überarbeitet worden war. Die YP war dennoch etwas langsamer als die XP, da sie breitere Kühlklappen besaß. Ein Problem trat bei Sturzflügen auf, da das Heck dabei zu starken Flatterbewegungen neigte.
- Zwei 858 kW (1.150 hp) leistende Allison V-1710-27 und -29, mit Turboladern General Electric B2 und Flüssigkeitskühlung, nach außen drehend.
- Es wurden größere Kühler als bei der XP-38 verwendet.
- Die Höchstgeschwindigkeit betrug 651 km/h auf 3.000 Metern (405 mph auf 10.000 ft).
- 6.000 m konnten in nur 6 Minuten erreicht werden, also nochmals 30 Sekunden schneller als die XP-38.
- Die Reichweite lag bei 650 km.
- Die Leermasse betrug 5.067 kg (11.171 lbs).
- Die maximale Startmasse betrug 6.508 kg (14.348 lbs).
- Die maximale Landemasse betrug 6.123 kg (13.500 lbs).
- Die Bewaffnung bestand aus zwei 7,62-mm-(0.30-in)- und zwei 12,7-mm-(0.50-in)-Maschinengewehren, einer 20-mm-Kanone und einer 37-mm-Browning-M9-Kanone.

P-38Serienversion mit vier 12,7-mm-MG und einer 37-mm-Kanone, 30 wurden gebaut. Die P-38 hatte die gleichen Motoren wie die YP-38. Die Bewaffnung wurde allerdings geändert, sie bestand aus einer 37-mm-Kanone und vier 12,7-mm-Maschinengewehren. Es wurde eine zusätzliche Panzerplatte und beschussfestes Glas angebracht, um die Sicherheit des Piloten zu verbessern.
Für Nachtflüge wurden phosphoreszierende Instrumentenbeschriftungen angebracht.
XP-38AUmbau einer P-38 und Ausrüstung mit einer Druckkabine sowie einer 20-mm-Kanone (wurde aber nicht eingebaut).
P-38B/Cnicht vergeben. Aufgrund der Erfahrungen des Luftkriegs in Europa beschloss das USAAC, dass alle Flugzeuge gepanzert und mit selbstabdichtenden Treibstofftanks ausgerüstet sein müssten. Derart ausgerüstete Flugzeuge sollten immer als Version „D“ kenntlich gemacht werden.
P-38DP-38 mit selbstabdichtenden Tanks, 36 wurden gebaut.
P-322 (Lightning I)die britische Royal Air Force bestellte 143 P-38D, die USA waren aber nur bereit, diese mit V-1710-C15 ohne Turbolader auszuliefern. Die RAF lehnte die Maschinen daraufhin ab. 143 wurden gebaut, 3 gingen an die RAF, 140 wurden von der USAAF als „P-322“-Trainingsflugzeuge genutzt.
P-38Eerste Großserienversion mit 20-mm-Kanone, 210 wurden gebaut.
P-38F1325 hp V-1710-49/53, Ausrüstung mit Zusatztanks unter den Tragflächen, 527 wurden gebaut.
P-38G1325 hp V-1710-51/55, gegenüber der P-38F wurde das Gewicht reduziert, spätere P-38G konnten mit Bomben und Raketen an Unterflügelstationen ausgerüstet werden. 1.082 wurden gebaut.
P-38H1425 hp V-1710-98/91, 601 wurden gebaut.
P-38JLadeluftkühler zum Ölkühler unterhalb des Triebwerks verlegt, zusätzlicher Treibstofftank im Flügel, Sturzflugbremse, 2.970 wurden gebaut.
P-38Kaerodynamisch verbesserte P-38J mit stark verbesserten Flugleistungen. Da die laufende Serienproduktion durch den notwendigen Umbau der Produktionsanlagen jedoch einige Monate unterbrochen worden wäre, wurde von einer Serienfertigung abgesehen.
P-38Lmeistproduzierte Version mit V-1710-111/113 mit 1425 hp, 3.923 wurden gebaut, davon 3.810 bei Lockheed (P-38L-LO) und 113 bei Vultee (P-38L-VO). Einige P-38L wurden mit einem Bombenzielgerät in einer verglasten Nase und Platz für einen Bombenschützen als Leitflugzeuge modifiziert.
P-38MUmbau von 75 P-38L als Nachtjäger, Ausrüstung mit einem zweiten Cockpit und APS-6-Radar in einem Behälter unter der Flugzeugnase.

#### Aufklärer

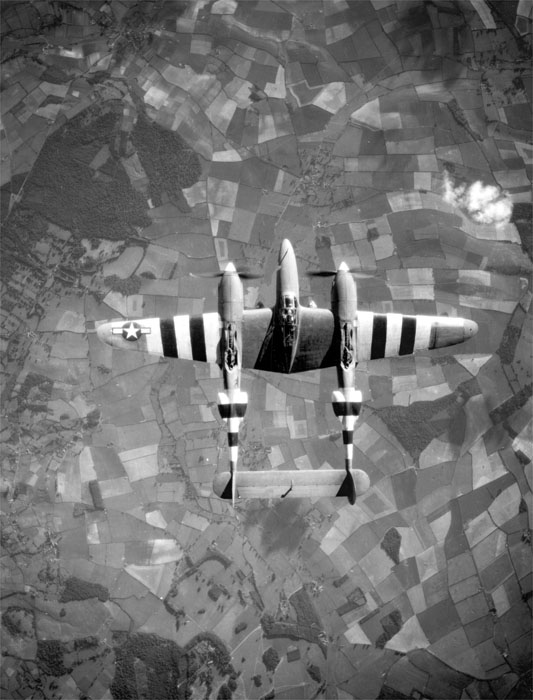
Aufklärer F-5 mit schwarz-weißen Invasions-Streifen der Operation Overlord über der Normandie

F-4Aufklärungsversion der P-38E, 99 wurden gebaut.
F-4AAufklärungsversion der P-38F, 20 Stück gebaut.
F-5AAufklärungsversion der P-38G, 181 wurden gebaut.
F-5BAufklärungsversion der P-38J, 200 wurden gebaut.
F-5CAufklärungsversion, 123 (128) umgebaut aus P-38J
XF-5Deine umgebaute F-5A (Bobbie I), Kamerabediener bäuchlings in verglastem Bug
F-5EAufklärungsversion, 205 umgebaut aus P-38J, weitere 508 umgebaut aus P-38L-1
F-5F/GAufklärungsversion, Umbau aus P-38L-5, F-5G hatte gegenüber F-5F abweichende Kameraausrüstung

## Einsatz
In Europa wurde die P-38 zunächst als Begleitjäger für die amerikanischen Bomberverbände eingesetzt, da die anderen eingesetzten Jägertypen wie die P-40 Warhawk und die P-47 Thunderbolt zunächst nicht über die nötige effektive Reichweite für Einsätze bis nach Deutschland verfügten. In dieser Rolle war der Typ aber – ähnlich wie zuvor die deutsche Messerschmitt Bf 110 – nicht besonders erfolgreich. Fast alle Einheiten der 8th Air Force, die 451 P-38 an Totalverlusten zu verzeichnen hatte, wurden ab Dezember 1943 von der P-38 auf die P-51 Mustang umgerüstet.
In Nordafrika wurde die Lightning ab November 1942 bei der 12th Air Force erstmals in großer Zahl eingesetzt. Besonders erfolgreich war sie als Jagdbomber gegen Bodenziele oder als Abfangjäger gegen deutsche und italienische Transportflugzeuge. Sie erwies sich zwar im Luftkampf mit Jagdflugzeugen der Achsenmächte als schwerfällig, spielte jedoch ab 1943 eine wichtige Rolle als Begleitjäger der US-Bomberverbände. Die Flieger der deutschen Luftwaffe gaben dem Flugzeug wegen seines eigenartigen Äußeren und der enormen Feuerkraft bald die Spitznamen „Doppelschwanz“, „Gabelschwanz“ oder „Gabelschwanzteufel“. 23 Piloten der deutschen Luftwaffe erzielten fünf oder mehr Abschüsse von P-38. Einige dieser P-38 konnten flugtauglich erbeutet oder wieder flugtauglich gemacht werden und wurden von der 2. Staffel des Versuchsverbands Oberbefehlshaber der Luftwaffe eingesetzt. Große Verluste erlitten die P-38-Einheiten in Europa am 10. Juni 1944 bei einem die Bombardierungen der Ploiești-Ölfelder unterstützenden Angriff. Hierbei sollte die 82nd Fighter Group (82nd FG) Sturzangriffe durchführen, während die 1st FG als Jagdschutz fungierte. Die 94 eingesetzten P-38 gerieten hierbei über einen rumänischen Flugplatz und wurden von einer großen Anzahl von IAR-80 abgefangen. Bei fünf rumänischen Verlusten gingen fast sämtliche Maschinen der 71st Fighter Squadron, einer Staffel der 1st FG, verloren.
Die produzierten Stückzahlen waren nicht sehr hoch, aber da die P-38 aufgrund der Ablehnung des Typs durch die 8th Air Force vor allem im Pazifik zum Einsatz kam, zerstörte dieser Typ mehr japanische Flugzeuge als jeder andere Jäger der USAAF. Im Pazifikkrieg spielte die P-38 vor allem daher eine Rolle, weil ihre zwei Motoren als Sicherheit für den Flug über dem offenen Meer angesehen wurden. Die erfolgreichsten amerikanischen Jagdflieger aller Zeiten (Richard I. Bong mit 40 Abschüssen und Thomas B. McGuire mit 38 Abschüssen; beide erhielten die Congressional Medal of Honor) erflogen sich ihre Erfolge auf diesem Muster. Alleine die 475th Fighter Group, zu der auch McGuire gehörte, schoss während des gesamten Krieges bei einem Verlust von nur 56 eigenen Maschinen über 551 japanische Maschinen ab. Einer der bekanntesten Einsätze der Lightning während des Kriegs war die Operation Vengeance am 18. April 1943, bei der der oberste Befehlshaber der japanischen Flotte, Admiral Yamamoto, der in einem mittleren Bomber des Typs Mitsubishi G4M Betty unterwegs war, getötet wurde.
Die Lightning wurde auch als Fotoaufklärer eingesetzt. Der berühmteste Pilot der Lockheed F-5B war der Schriftsteller Antoine de Saint-Exupéry, der am 31. Juli 1944 südlich von Marseille abgeschossen wurde.

## Produktion

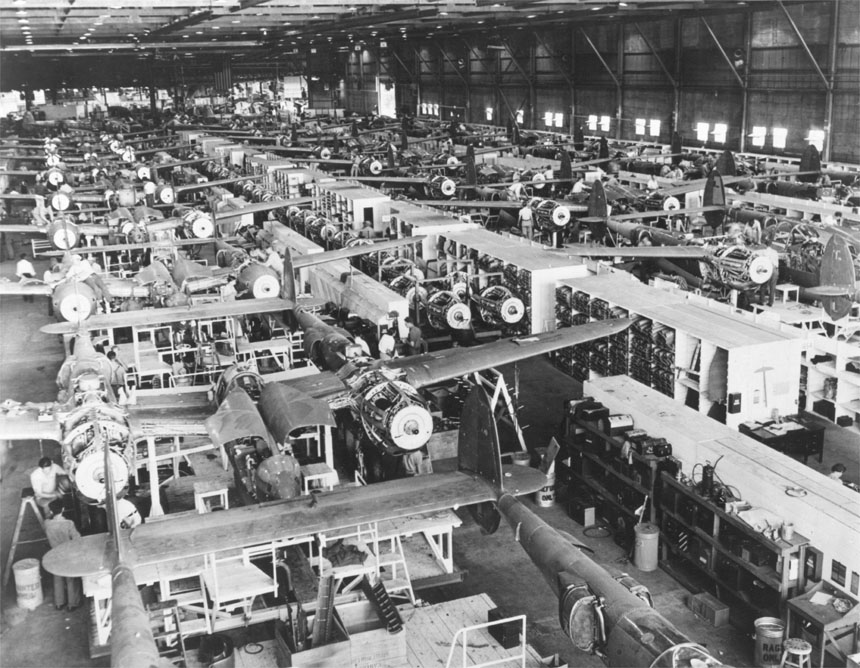
P-38-Fertigung bei Lockheed

P-38J-20-LO (No. 44-23296) „Yippee“, die 5000. Maschine in vorübergehender Sonderbemalung

| Hersteller              | Version         | 1939 | 1940 | 1941 | 1942  | 1943  | 1944  | 1945  | SUMME  |
| ----------------------- | --------------- | ---- | ---- | ---- | ----- | ----- | ----- | ----- | ------ |
| Lockheed, Burbank       | XP-38           | 1    |      |      |       |       |       |       | 1      |
| Lockheed, Burbank       | YP-38           |      | 1    | 12   |       |       |       |       | 13     |
| Lockheed, Burbank       | P-38            |      |      | 30   |       |       |       |       | 30     |
| Lockheed, Burbank       | P-38D           |      |      | 36   |       |       |       |       | 36     |
| Lockheed, Burbank       | P-38E           |      |      | 127  | 83    |       |       |       | 210    |
| Lockheed, Burbank       | Lightning Mk. 1 |      |      |      | 3     |       |       |       | 3      |
| Lockheed, Burbank       | P-322           |      |      |      | 140   |       |       |       | 140    |
| Lockheed, Burbank       | P-38F           |      |      |      | 527   |       |       |       | 527    |
| Lockheed, Burbank       | P-38G           |      |      |      | 512   | 570   |       |       | 1.082  |
| Lockheed, Burbank       | P-38H           |      |      |      |       | 601   |       |       | 601    |
| Lockheed, Burbank       | P-38J           |      |      |      |       | 1.041 | 1.929 |       | 2.970  |
| Lockheed, Burbank       | P-38K           |      |      |      |       | 1     |       |       | 1      |
| Lockheed, Burbank       | P-38L           |      |      |      |       |       | 2.257 | 1.553 | 3.810  |
| Consolidated, Nashville | P-38L           |      |      |      |       |       |       | 113   | 113    |
| Lockheed, Burbank       | F-4             |      |      | 2    | 97    |       |       |       | 99     |
| Lockheed, Burbank       | F-4A            |      |      |      | 20    |       |       |       | 20     |
| Lockheed, Burbank       | F-5A            |      |      |      | 97    | 84    |       |       | 181    |
| Lockheed, Burbank       | F-5B            |      |      |      |       | 200   |       |       | 200    |
| Lockheed, Burbank       | XP-49           |      |      |      | 1     |       |       |       | 1      |
| Lockheed, Burbank       | XP-58           |      |      |      |       |       | 1     |       | 1      |
| SUMME                   | SUMME           | 1    | 1    | 207  | 1.480 | 2.497 | 4.187 | 1.666 | 10.039 |

## Technische Daten

Dreiseitenansicht

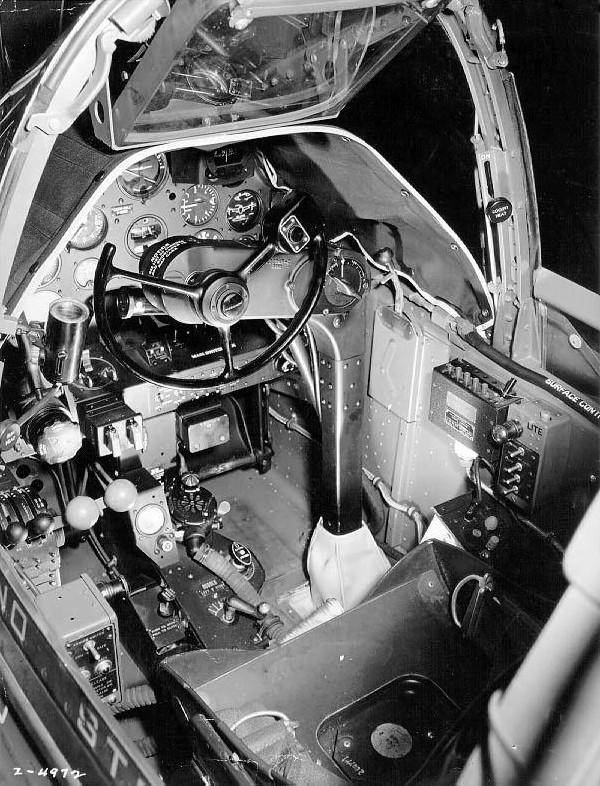
Cockpit einer P-38G

Die Maschine hatte für ihre Größe eine gute Manövrierfähigkeit und war aerodynamisch sauber konstruiert. In jeder Motorgondel war auf der Oberseite der Tragfläche hinter dem Motor der Turbolader mit der Abgasanlage verbaut; darunter war der Fahrwerkschacht und dahinter der Kühler. Die langen Ansaug- und Auspuffwege dämpften die Motorgeräusche, sodass die Maschinen relativ leise waren.
Als Nachtjäger waren die letzten P-38 M mit einem angehängten Radom für die Radarantenne versehen. Ein Radarbeobachter saß im Cockpit hinter dem Piloten auf einem etwas erhöhten Sitz. Die Konstruktion war Vorbild für die Northrop P-61, die dezidiert als Nachtjagdflugzeug entwickelt wurde.
| Kenngröße             | Daten                                                                       |
| --------------------- | --------------------------------------------------------------------------- |
| Besatzung             | 1                                                                           |
| Länge                 | 11,53 m                                                                     |
| Spannweite            | 15,85 m                                                                     |
| Höhe                  | 3,00 m                                                                      |
| Flügelfläche          | 30,42 m²                                                                    |
| Leermasse             | 5.805 kg                                                                    |
| max. Startmasse       | 9.798 kg                                                                    |
| Antrieb               | 2 V12-Ottomotoren Allison V-1710-111 mit Turbolader, je 1.600 PS (1.177 kW) |
| Höchstgeschwindigkeit | 666 km/h in 7.620 m Höhe                                                    |
| Dienstgipfelhöhe      | 13.410 m                                                                    |
| Größte Reichweite     | 4.184 km                                                                    |
| Bewaffnung            | 4 × 12,7-mm-MG 1 × 20-mm-Kanone bis zu 1.820 kg Bomben oder 127-mm-Raketen  |

## Sonstiges

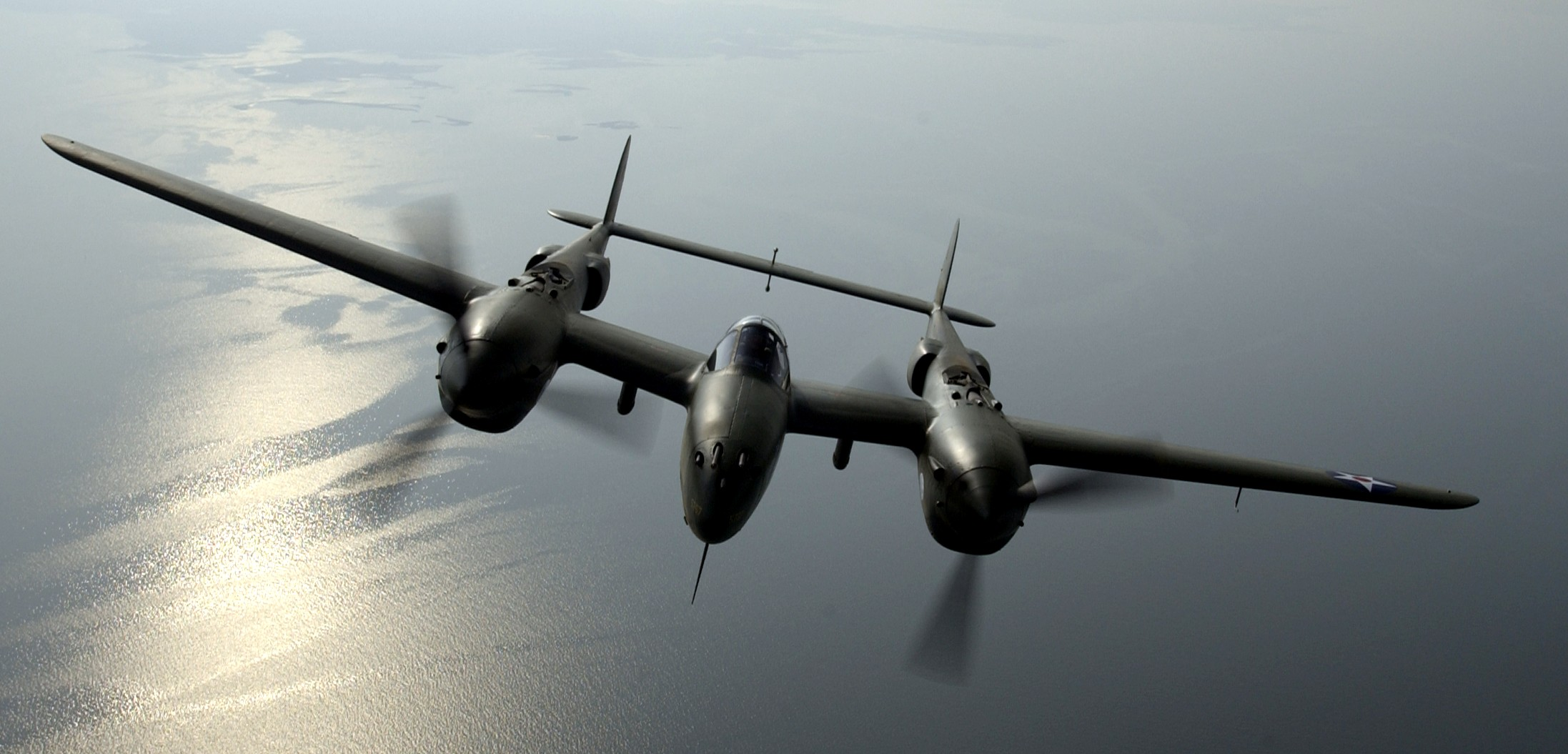
Seit Oktober 2002 wieder in der Luft: Glacier Girl – eine aus dem Eis geborgene und restaurierte Lockheed P-38F Lightning

Im Juli 1942 sollten im Rahmen der Operation Bolero acht P-38 von den USA nach England überführt werden. Zwei Lightnings mussten wegen technischer Probleme umkehren, nach dem Tankstopp auf Grönland war die nächste Zwischenlandung auf Island vorgesehen. Auf dem Weg dorthin verloren die Navigatoren in den begleitenden B-17 durch schlechtes Wetter und Probleme mit den Funkverbindungen die Orientierung. Nach einem längeren Irrflug musste die später als „Lost Squadron“ benannte Gruppe nach Grönland zurückkehren, konnte jedoch wegen Treibstoffmangels keinen Flugplatz erreichen. Alle sechs Flugzeuge landeten sicher auf dem Inlandeis Grönlands, rund 150 Kilometer südwestlich einer Stadt, die heute Tasiilaq heißt. Alle Besatzungsmitglieder blieben unverletzt und wurden nach wenigen Tagen von der US-Navy gerettet. Im Jahr 1992 konnte eine der P-38 geborgen werden. Sie wurde auf den Namen „Glacier Girl“ (Gletschermädchen) getauft, fliegt inzwischen wieder und ist auf Airshows vor allem in den USA zu sehen. Die verbliebenen fünf Lightnings lagen im Jahr 2006 etwa 100 Meter unter der Oberfläche.
Eine weitere P-38 wurde am 31. Juli 2007 an einem Strand in Wales entdeckt. Die Wales Lightning, 1941 gebaut, kam 1942 an die britische Küste und flog Kampfmissionen entlang der niederländisch-belgischen Grenze. Second Lt. Robert F. „Fred“ Elliott, 24, aus Rich Square, N.C., war am 27. September 1942 auf einer Übungsmission, als ein Treibstoffproblem ihn zu einer Notlandung zwang. Die Maschine ist – von einer fehlenden Flügelspitze und fehlender Bewaffnung abgesehen – in gutem Zustand.
Eine von der Firma Ezell Aviation in Breckenridge/Texas vollständig restaurierte bzw. teilweise neu aufgebaute Lightning ist seit März 2009 bei den Flying Bulls im Hangar-7 am Flughafen Salzburg zu besichtigen. Diese Maschine ist flugfähig und wird bei Flugshows geflogen.